# Edward Atkinson
Pour les articles homonymes, voir Atkinson.
Edward Leicester Atkinson, né le 23 novembre 1881 et mort le 20 février 1929, est un chirurgien de la Royal Navy et un explorateur de l'Antarctique.

## Biographie
Il est un membre de l'équipe scientifique de l'expédition Terra Nova (1910-1913) de Robert Falcon Scott.
Il est responsable de la base de l'expédition une grande partie de l'année 1912 et dirige l'équipe qui retrouve la tente et les corps de Scott, Henry Robertson Bowers et Edward Adrian Wilson.
Atkinson est ensuite associé à deux controverses : celle relative aux ordres de Scott concernant l'utilisation de chiens et celle relative à l'incidence possible du scorbut dans l'équipe en route vers le pôle Sud.
Il meurt subitement le 20 février 1929 (à 47 ans) en Mer Méditerranée à bord du bateau qui le ramenait au Royaume Uni et sa dépouille est immergée en mer.

## Postérité
Il est commémoré par la falaise Atkinson sur la côte nord de la Terre Victoria en Antarctique.